# Schindlersches Blaufarbenwerk
Das Schindlersche Blaufarbenwerk liegt direkt an der Zwickauer Mulde und gehört zum Zschorlauer Ortsteil Albernau im sächsischen Erzgebirgskreis. Es gehört seit 2019 als Bestandteil der Bergbaulandschaft Schneeberg zum UNESCO-Welterbe Montanregion Erzgebirge/Krušnohoří.

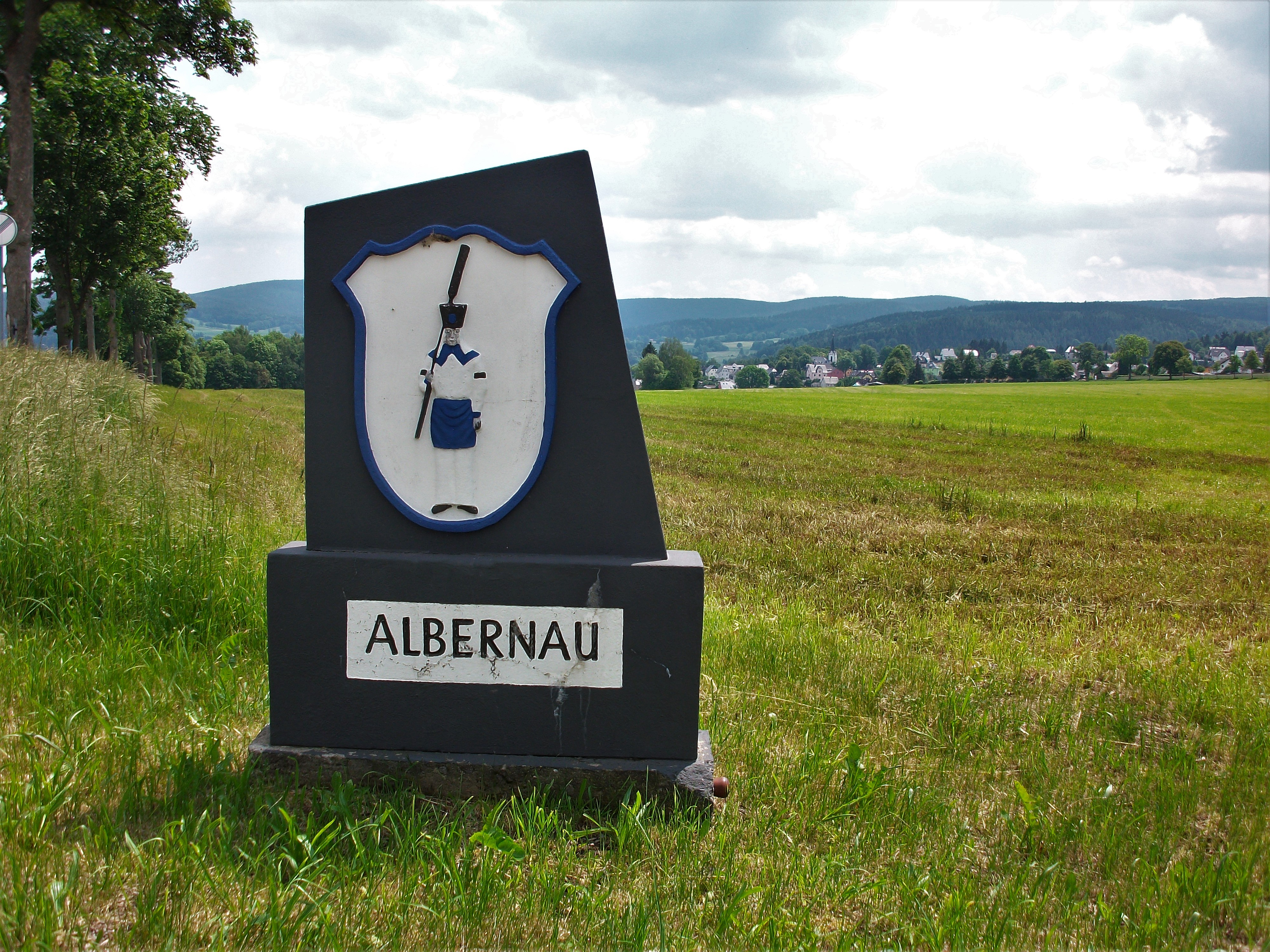
Ortswappenstein Albernau. Der Blaufarbenwerker im Wappen nimmt historischen Bezug zum Schindlerschen Blaufarbenwerk auf Albernauer Flur

## Geschichte

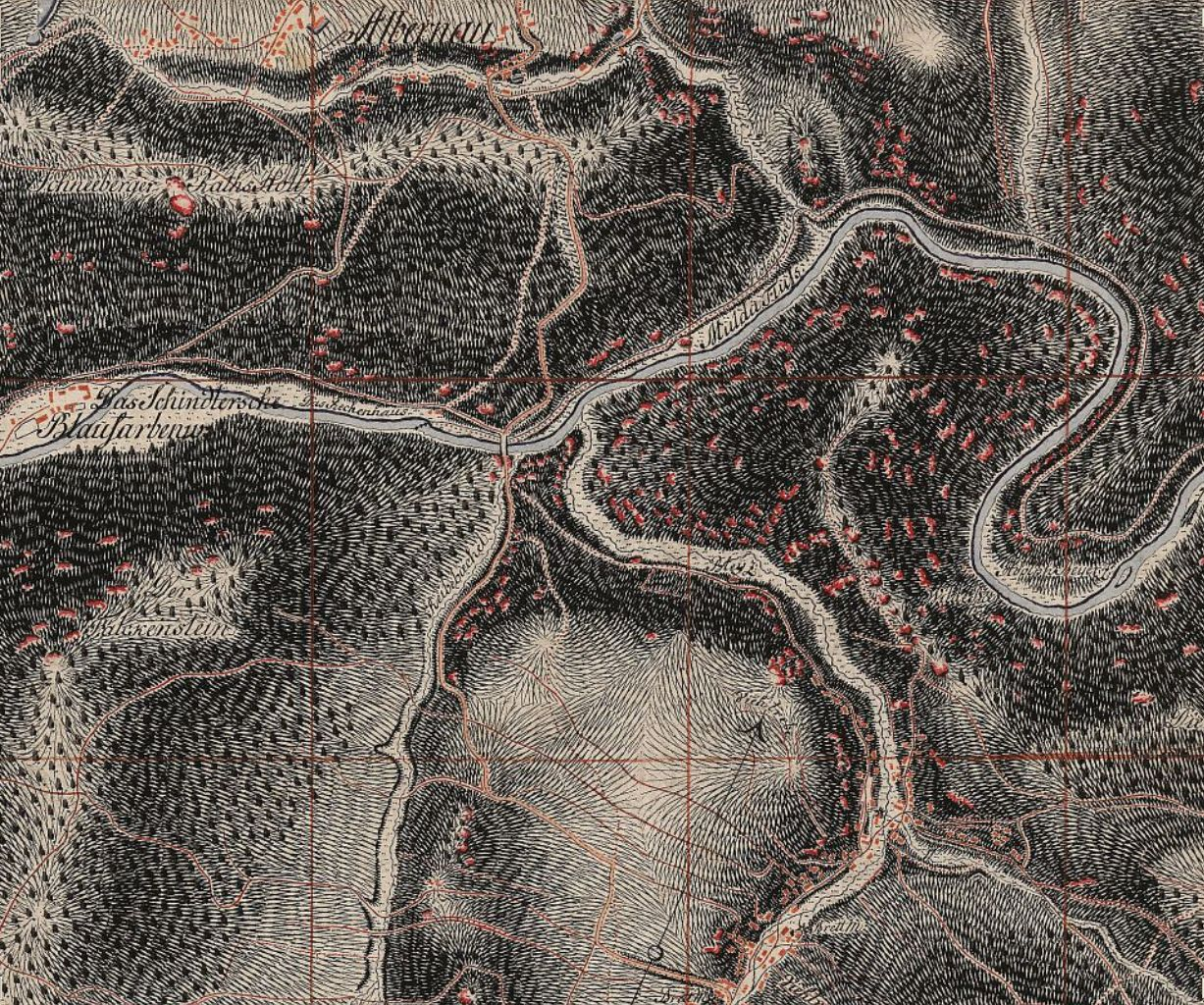
Schindlersches Blaufarbenwerk auf dem Sächsischen Meilenblatt von 1791

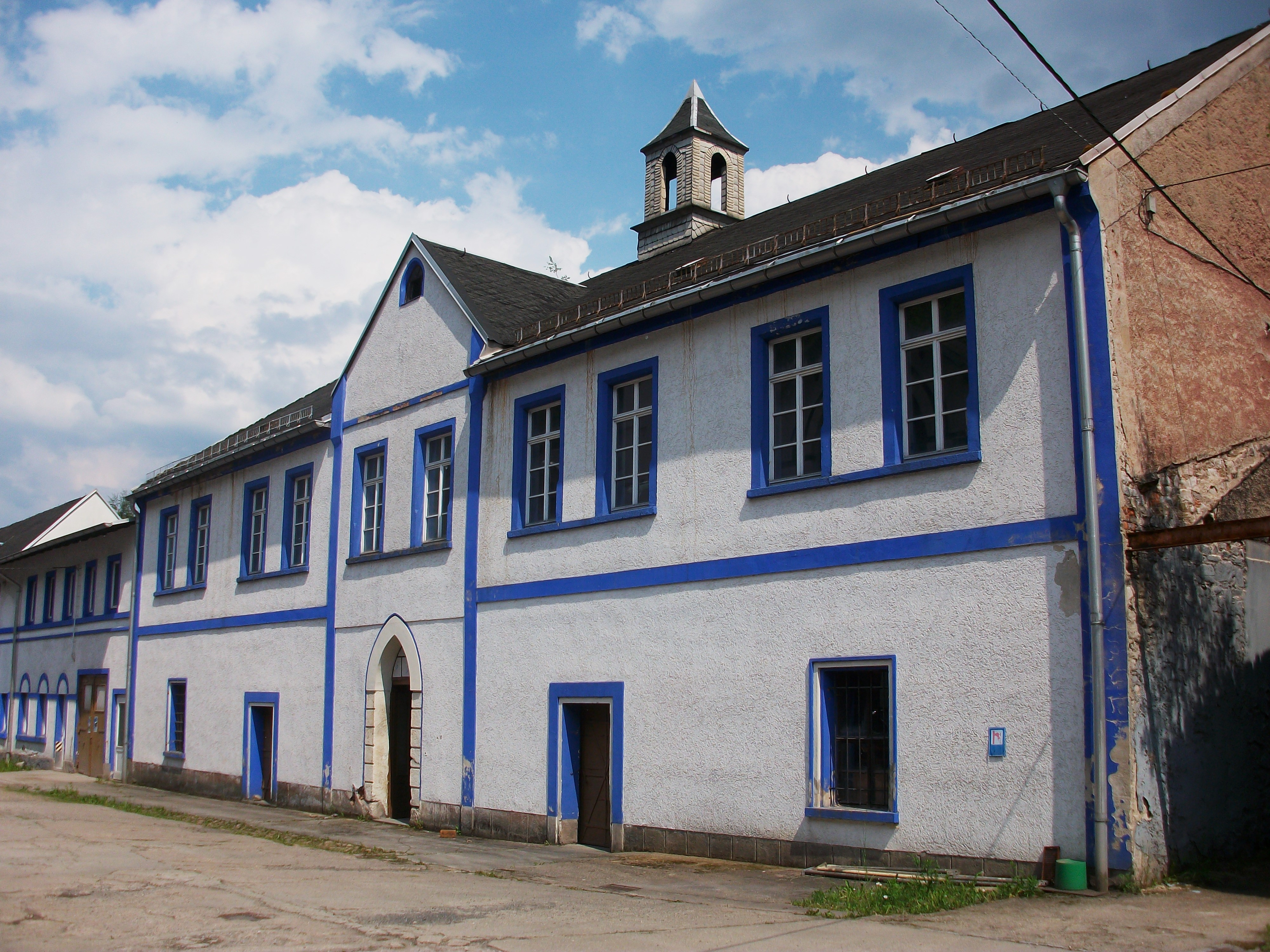
Schindlersches Blaufarbenwerk, Herrenhaus (2018)

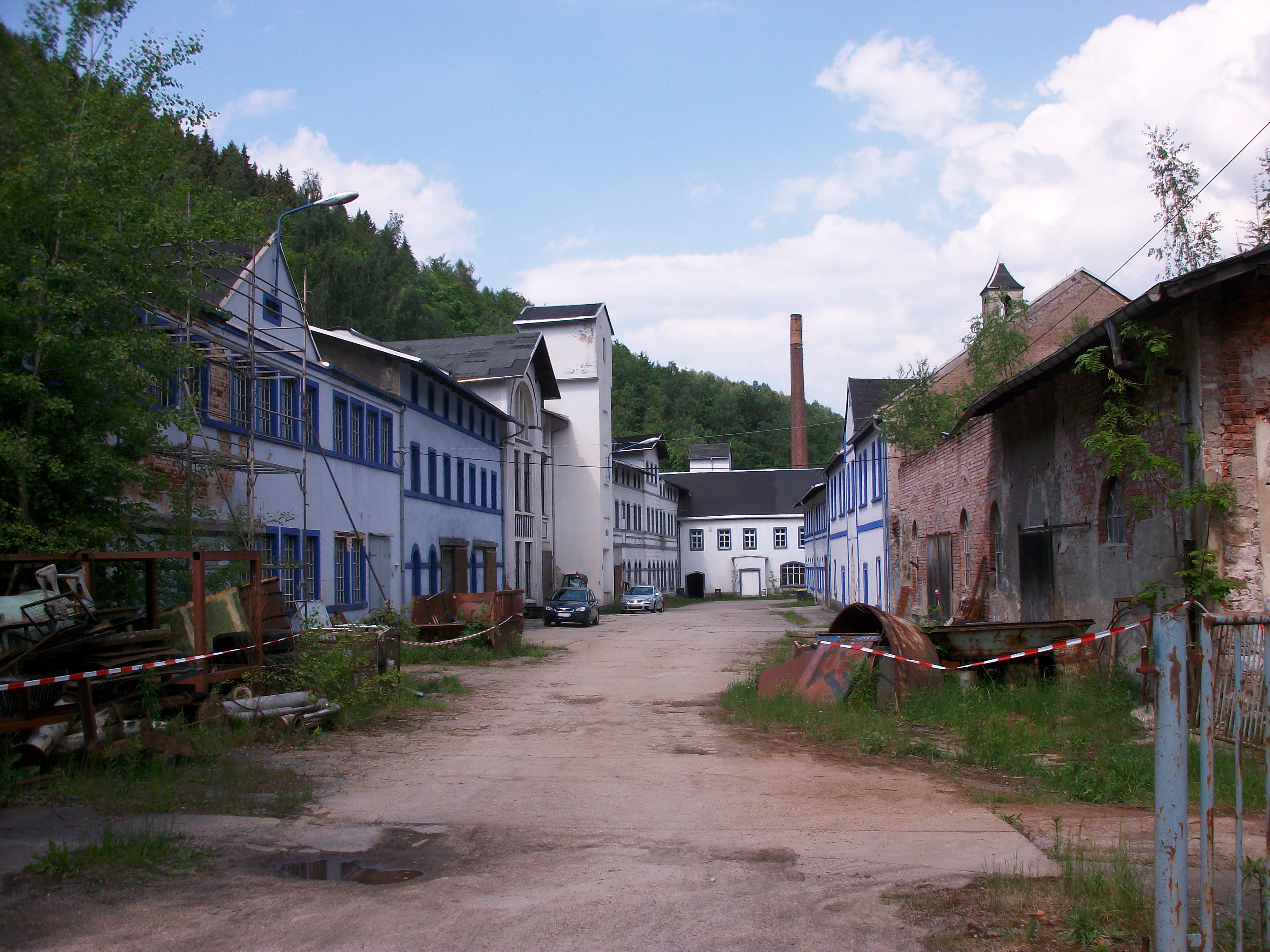
Schindlersches Blaufarbenwerk, Blick in das Werksgelände (2018)

Am 27. Februar 1649 kaufte der Schneeberger Kaufmann Erasmus Schindler ein Grundstück zum Errichten eines Blaufarbenwerkes an der Zwickauer Mulde bei Albernau.
Am 4. Mai 1649 erhielt er von Kurfürst Johann Georg I. das Privileg zum Bau einer Blaufarbenmühle. Nach dem Gründer entstand später der Name Blaufarbenwerk Schindlerswerk. Hier bildete sich nach dem Bau eines Herrenhauses sowie weiterer Hütten- und Produktionsgebäude eine Arbeitersiedlung aus. Schindler erhielt das Privileg zu den gleichen Bedingungen wie das ebenfalls im Jahr 1649 gegründete Oehmesche Blaufarbenwerk und die bereits bestehenden Blaufarbenwerke Oberschlema sowie Niederpfannenstiel. Am 11. September 1649 wurde ein neuer Kobaltkontrakt zwischen den vier Blaufarbenwerken abgeschlossen, der die Menge des durch die Gruben gelieferten geförderten Kobalts reglementierte und die Aufkaufpreise für Kobalt vorschrieb. Kurfürst Johann Georg I. von Sachsen garantierte gleichzeitig, dass er im Kurfürstentum Sachsen kein weiteres Blaufarbenwerk zulassen werde. 1659 einigten sich die Blaufarbenwerke auf einheitliche Verkaufspreise. Den Vertrieb übernahm eine Handelsgesellschaft mit Niederlagen in Schneeberg und Leipzig.
Im Jahr 1751 erwarb Kurfürst Friedrich August II 2 2/9 Kuxe des Werkes. 1851 wurden dem sächsischen Staatsfiskus 3 weitere Kuxe als Ausgleichszahlung übereignet.
Am 1. März 1827 zerstörte eine Flut Teile des Werkes. Weitere Überflutungen des Werksgeländes gab es am 23. März und am 11/12. Juni 1827 sowie im Februar 1830.

### Sächsischer Privatblaufarbenwerks-Verein
Am 11. Dezember 1848 gründeten die drei in eine Krise geratenen Blaufarbenwerke Schindler, Niederpfannenstiel und Zschopenthal den Sächsischen Privatblaufarbenwerks-Verein. In der Folge wurde die Blaufarbenproduktion in Niederpfannenstiel konzentriert. Das Werk in Zschopenthal wurde 1850 geschlossen und 1855 im Schindlerswerk die Produktion von Kobaltblau zugunsten des synthetischen Ultramarins eingestellt. 1856 wurde nach dem Umbau des Werkes die Produktion aufgenommen. Allerdings entsprach die Produktion bis 1860 mehr einem Versuchsbetrieb. Durch die ab 1860 angewandte Technologie waren die Rauchgase des Werkes stark mit schwefliger Säure belastet, was innerhalb relativ kurzer Zeit in der Umgebung zu einem Waldsterben führte. Betroffen war auch Hans Karl August von Trebra-Lindenau, der 1863 gegen Schindlers Werk klagte. Eine Schließung des Werkes konnte nur durch die Reinigung der Rauchgase verhindert werden. Clemens Winkler, der seit 1862 im Blaufarbenwerk Niederpfannenstiel als Hüttenmeister arbeitete, nahm sich der Sache an. Die Produktion des Werkes war inzwischen auf 160 Tonnen Ultramarin im Jahr gestiegen. Nach vielen fehlgeschlagenen Versuchen gelang es Winkler, die Rauchgase zu reinigen. Das angewendete Verfahren der Absorption durch Kalkstein, das 1877 im Großversuch den Durchbruch bei der Rauchgasreinigung brachte, ließ sich der Sächsische Privatblaufarbenwerks-Verein am 20. Oktober 1878 patentieren. Die Ultramarinproduktion war inzwischen auf 250 Tonnen im Jahr gestiegen.

## Gegenwart

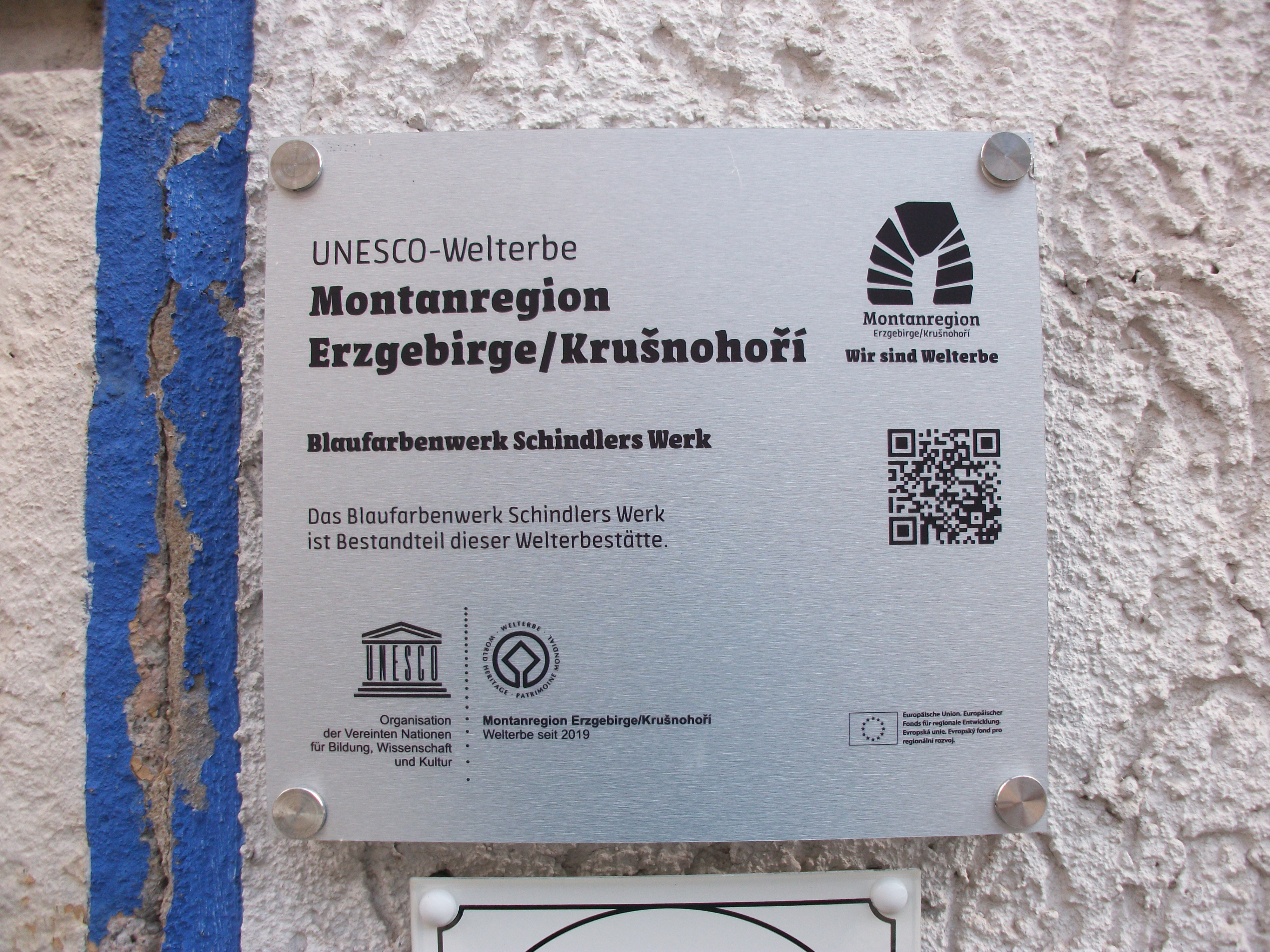
UNESCO-Plakette Blaufarbenwerk Schindlers Werk

Von der Schindlerswerk GmbH & Co. KG betrieben ist das Werk heute wahrscheinlich die weltweit älteste noch produzierende Farbenfabrik. Mit ihr verbunden ist eine lange Tradition der Produktion von blauen Kobaltpigmenten und der gewerblichen Herstellung von Farbpigmenten. 
In neuerer Zeit war die Produktion u. a. um diverse Anstrichstoffe und seit 2015 wieder Wäscheblau erweitert.
Das Blaufarbenwerk Schindlers Werk ist Teil des UNESCO-Welterbes Montanregion Erzgebirge, es ist die einzige Stätte in Privatbesitz.
Im August 2017 wurde ein Förderverein gegründet. Dieser soll sich um die Erhaltung verschiedener Gebäude und die museale Nutzung kümmern.

## Galerie

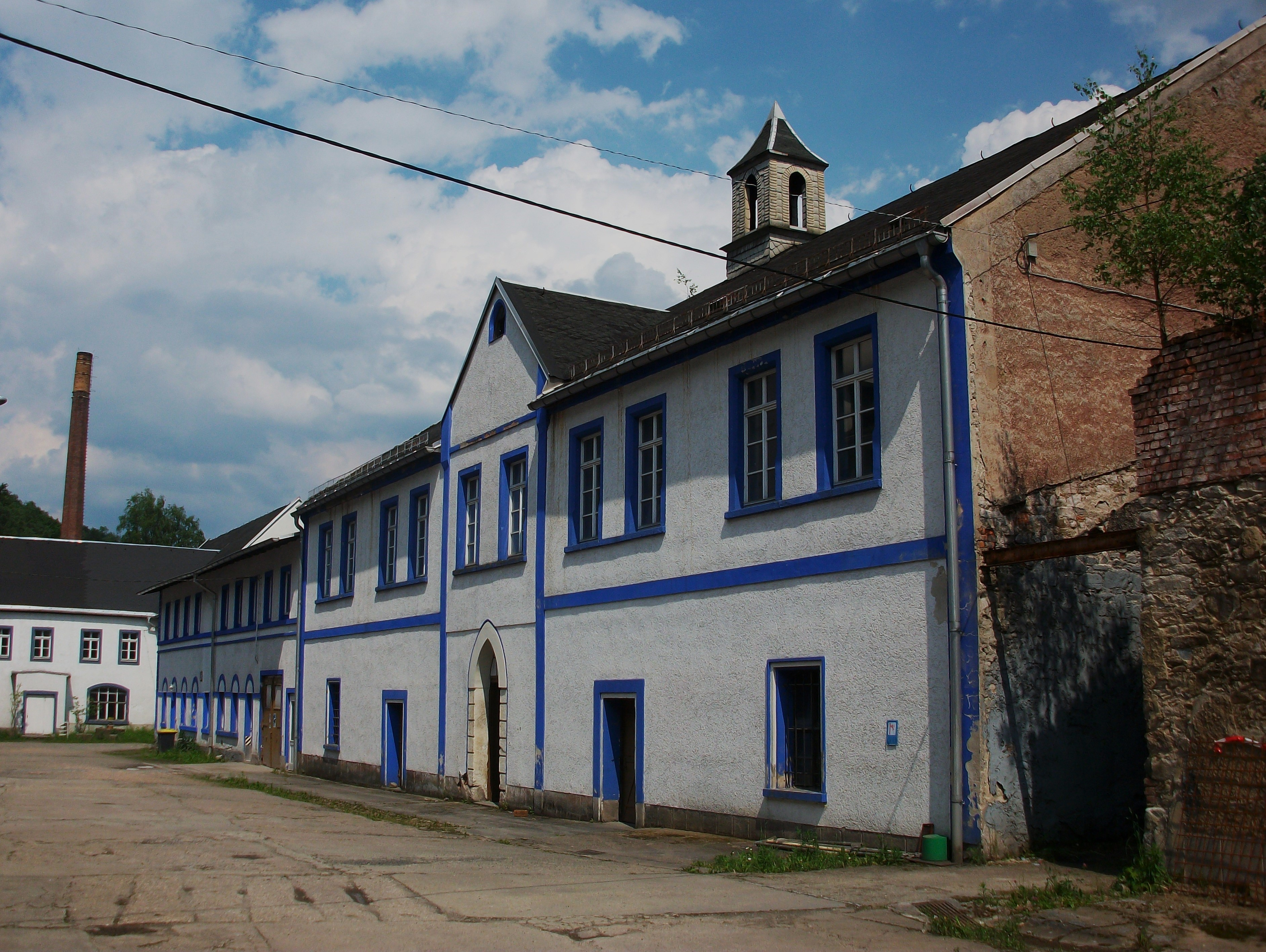
Herrenhaus und Gebäude der Packerei, Bäderei, Versand
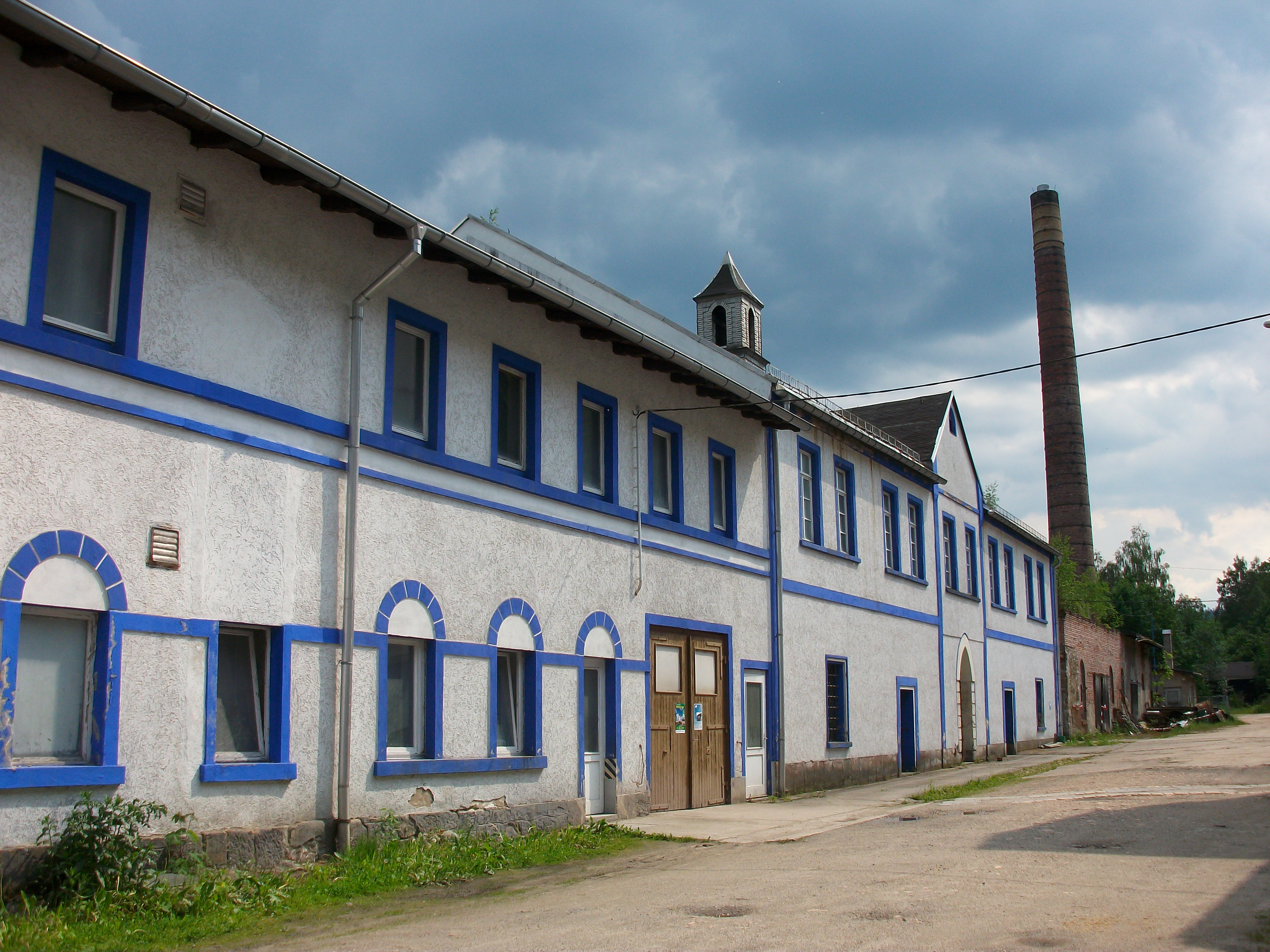
Herrenhaus, Große Hütte 1 und 2, Schornstein
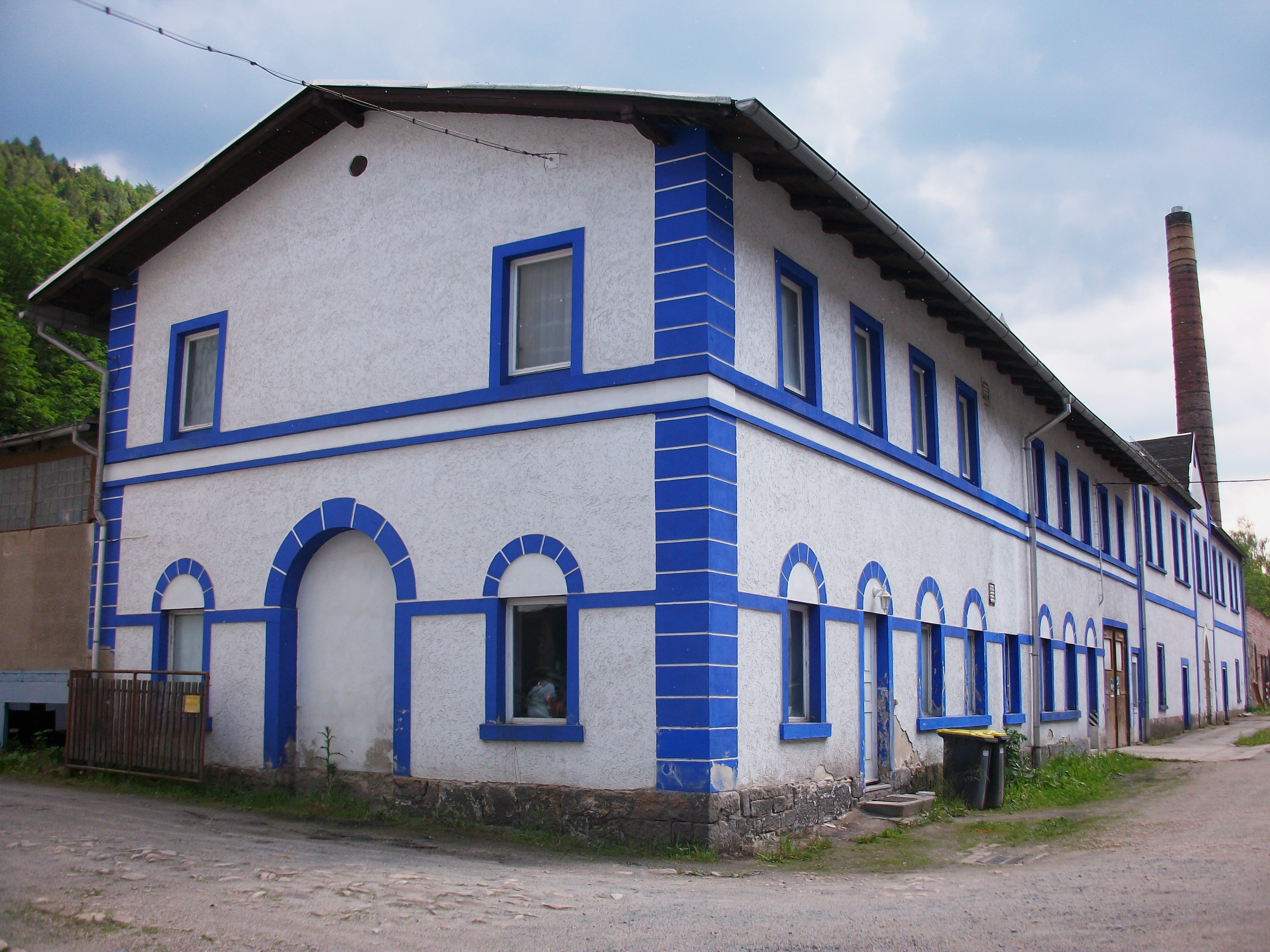
Packerei, Bäderei und Versand
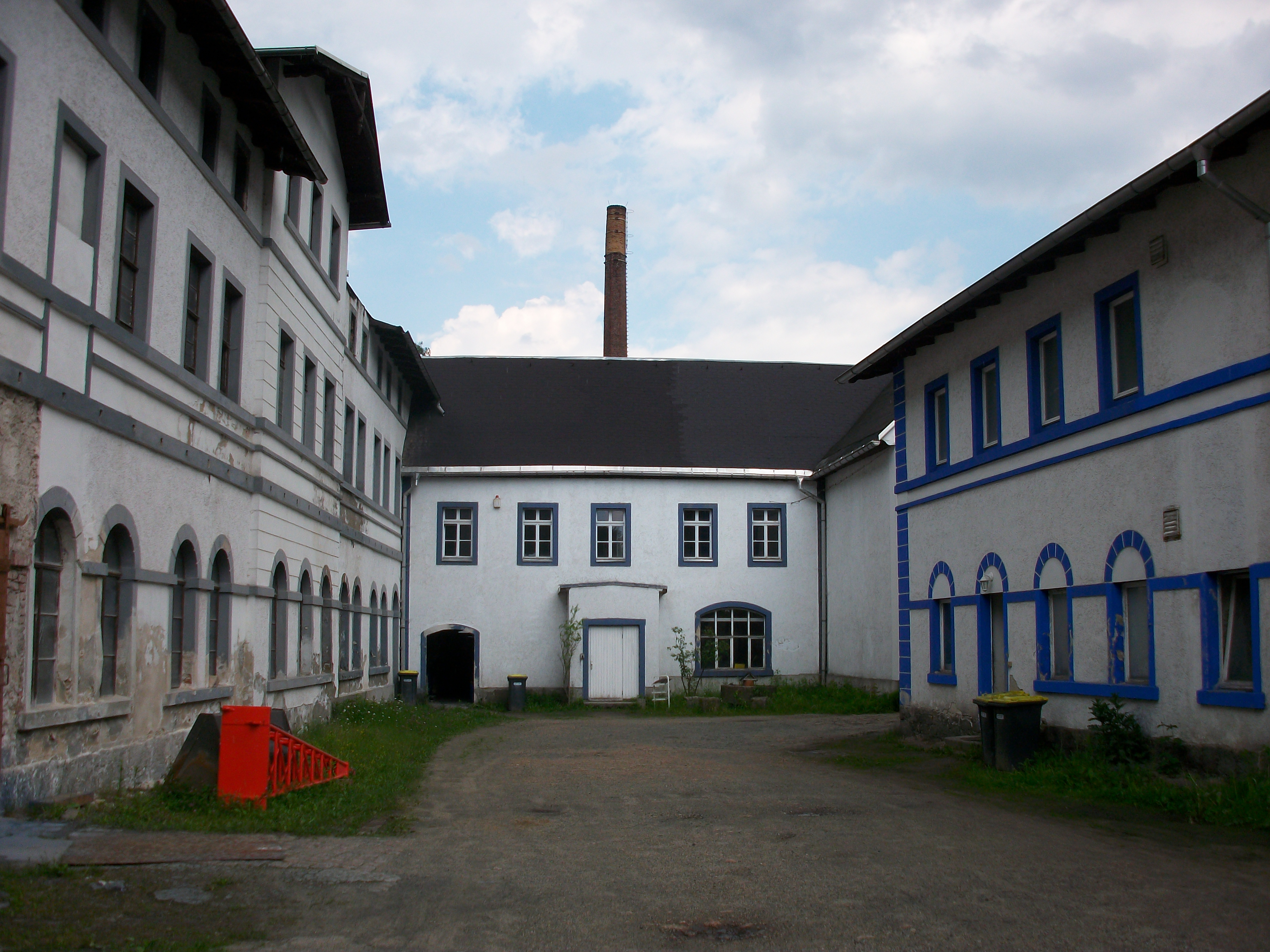
Laborgebäude
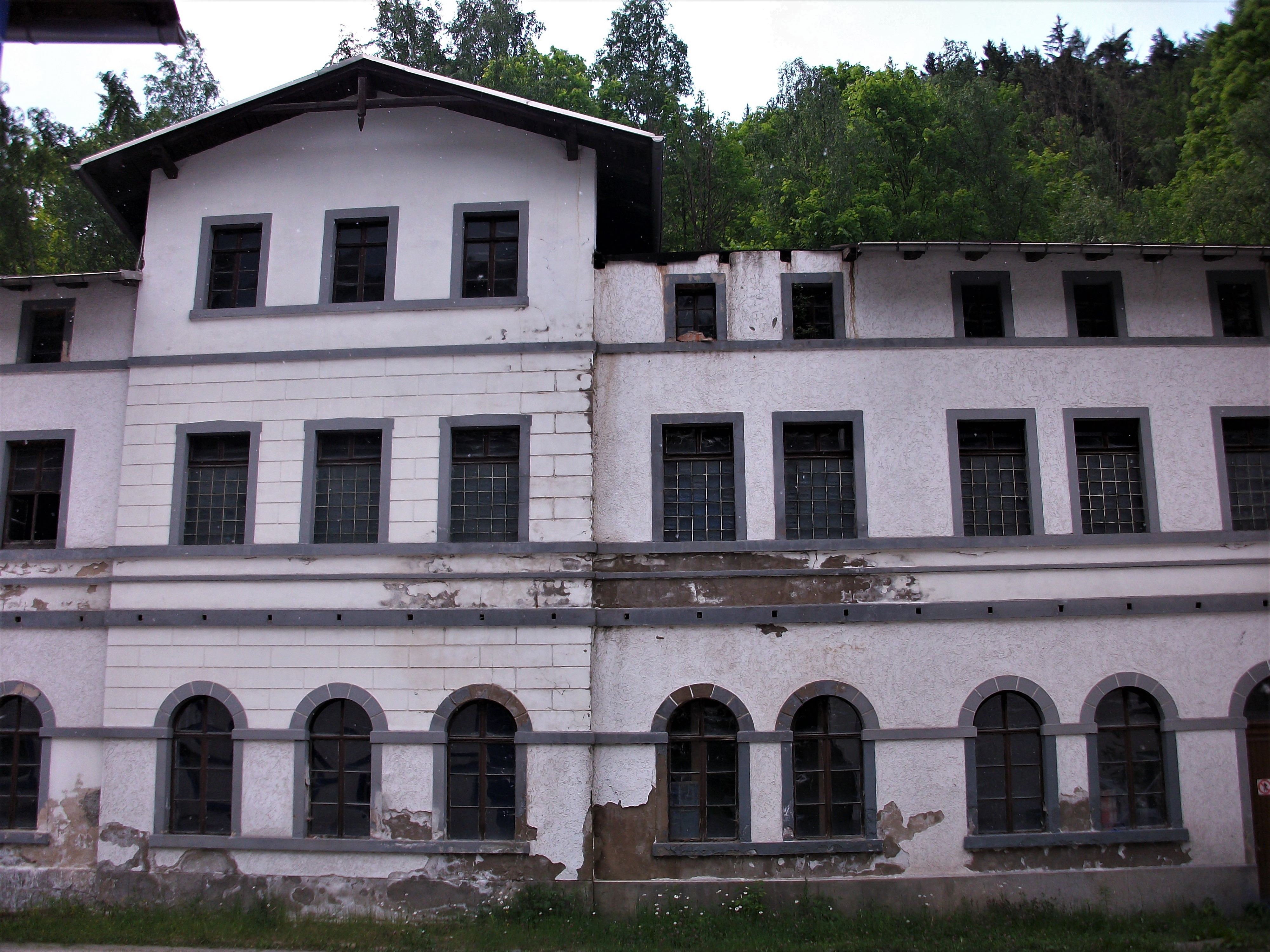
Schlämmerei
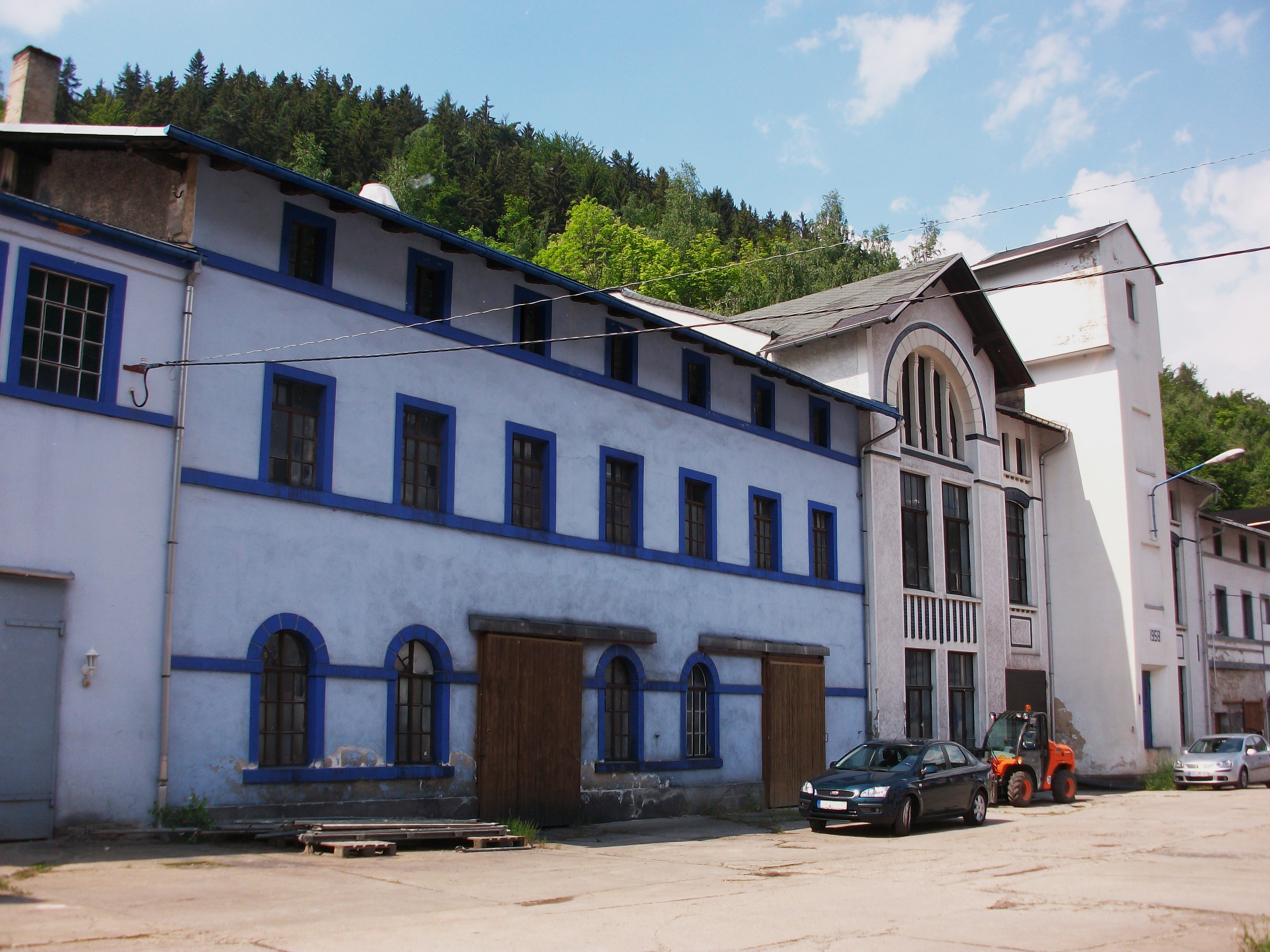
Blaumühle und Trockenmühle mit Fasspackerei
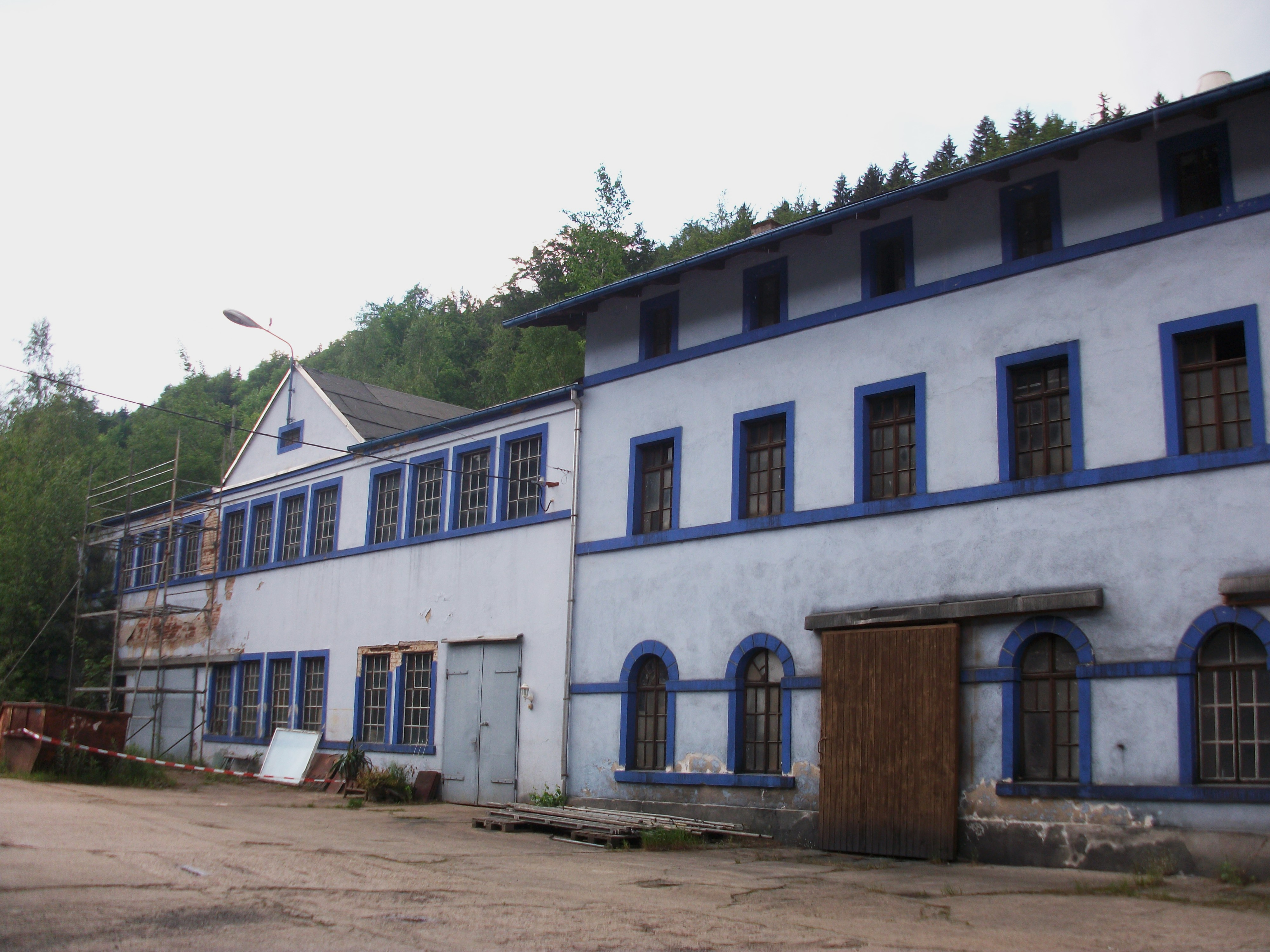
Trockenmühle mit Fasspackerei und Mechanische Werkstatt
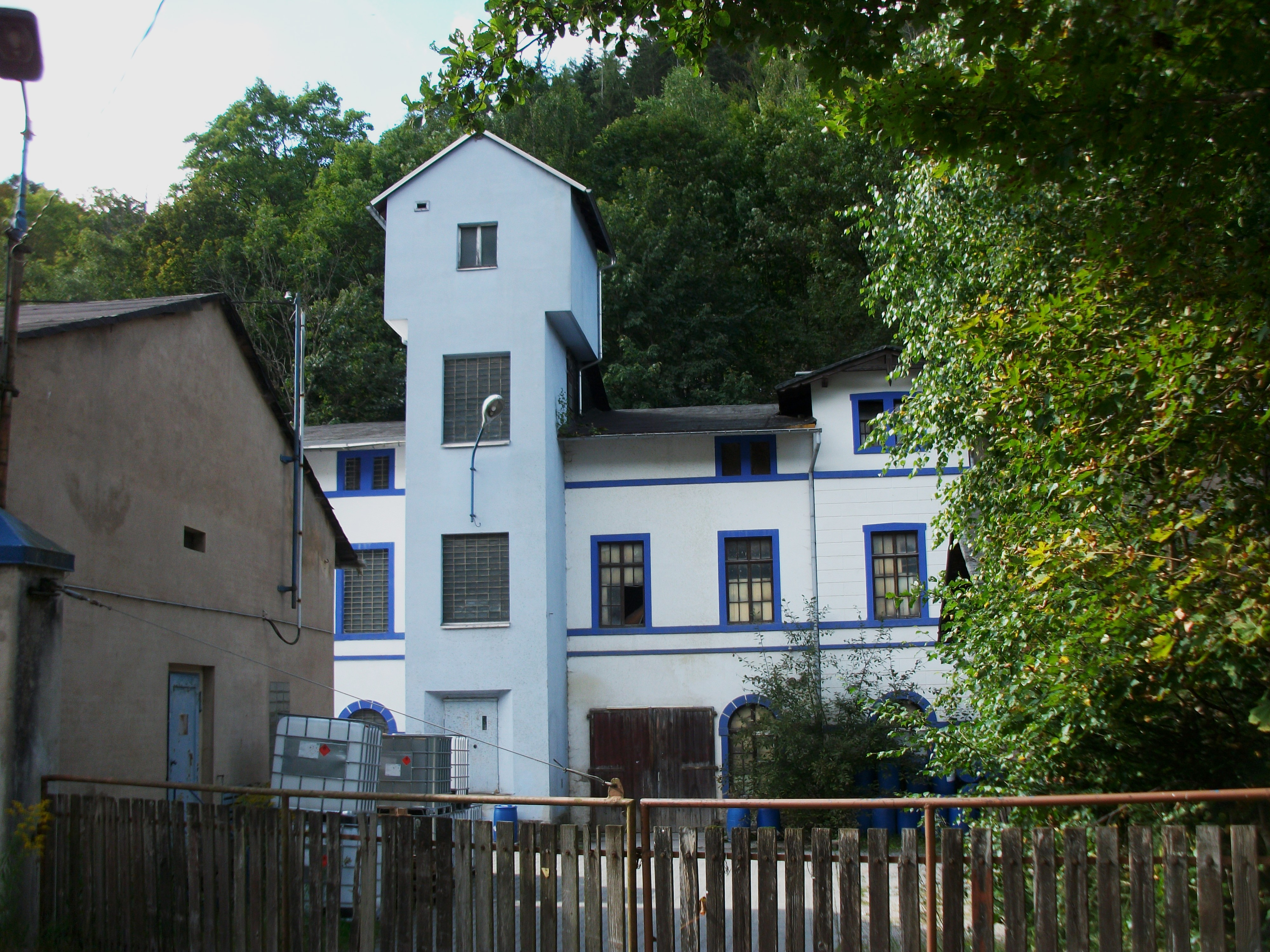
Nassmühle und ehemaliges Maschinenhaus
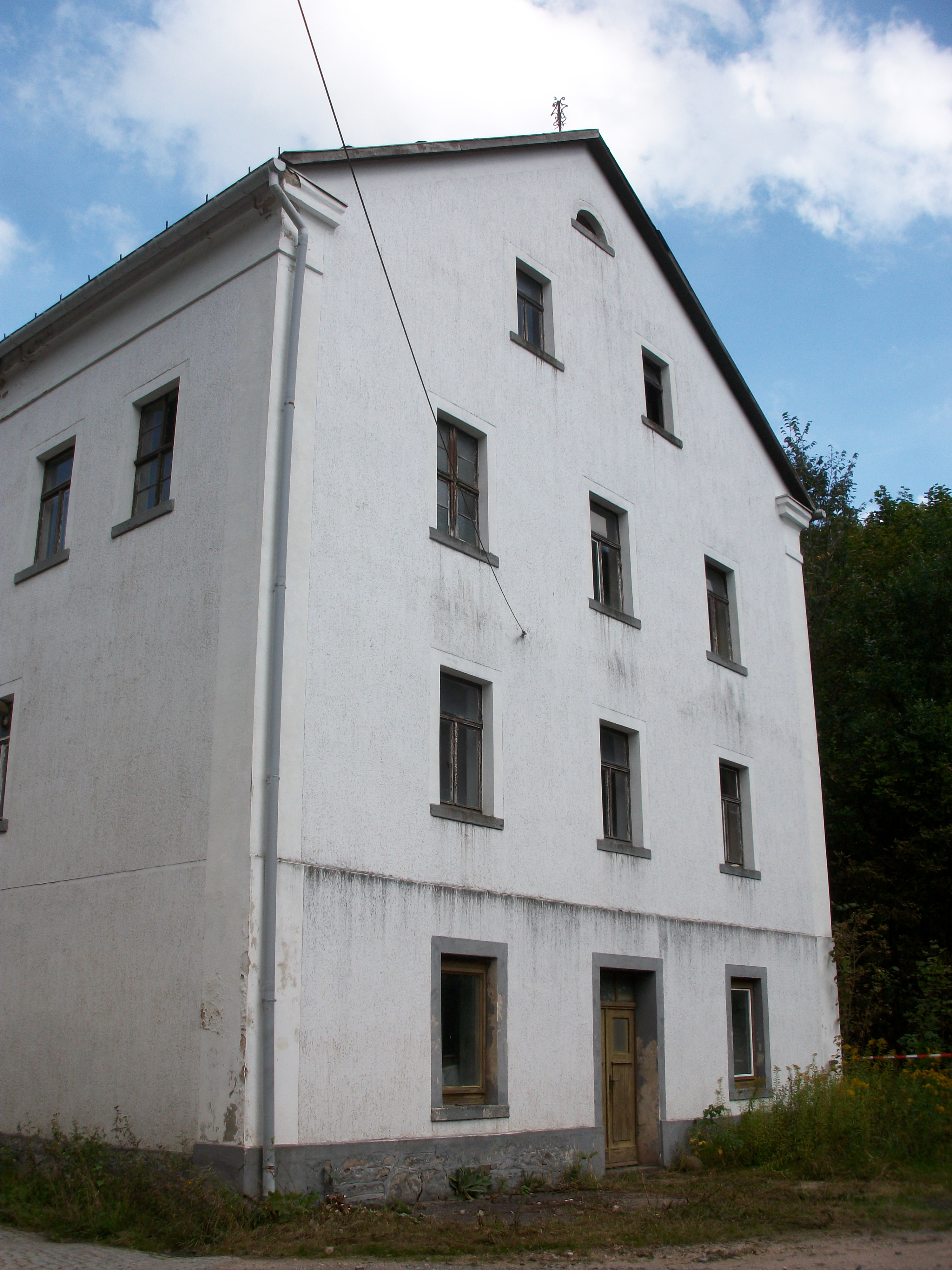
Schachtelhaus
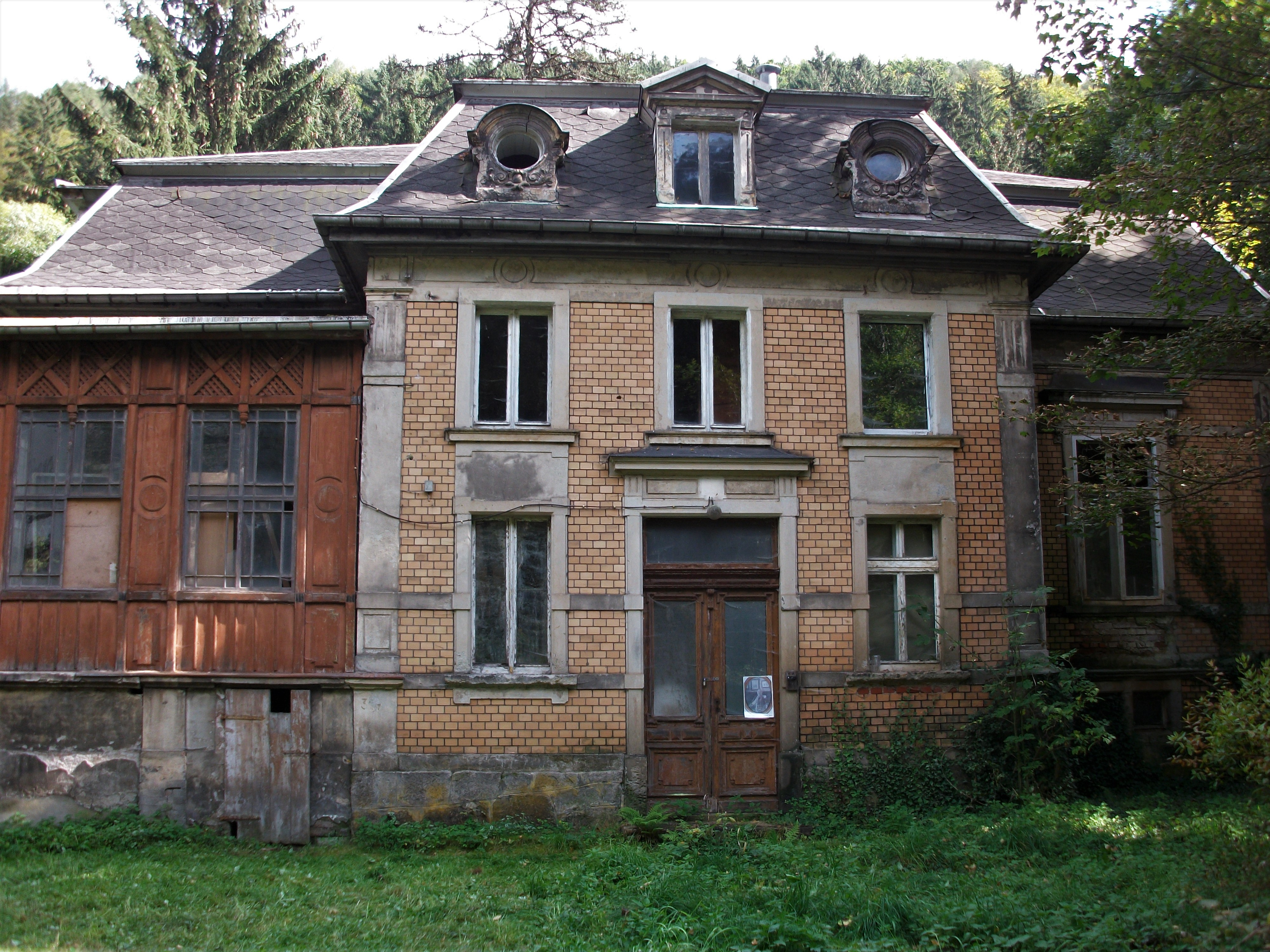
Fabrikantenvilla des Schindlerschen Blaufarbenwerks
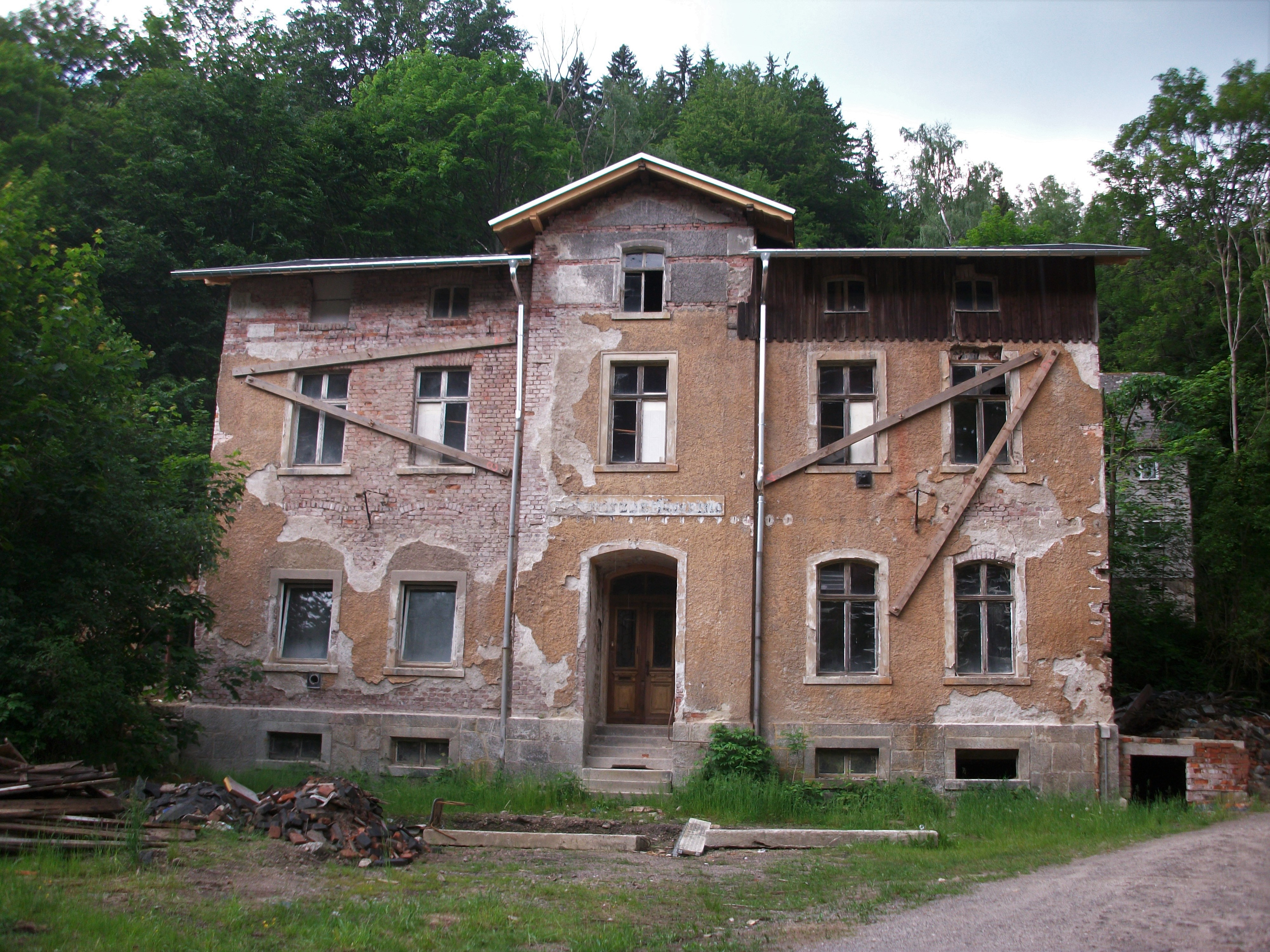
Schwarzes Casino des Schindlerschen Blaufarbenwerks
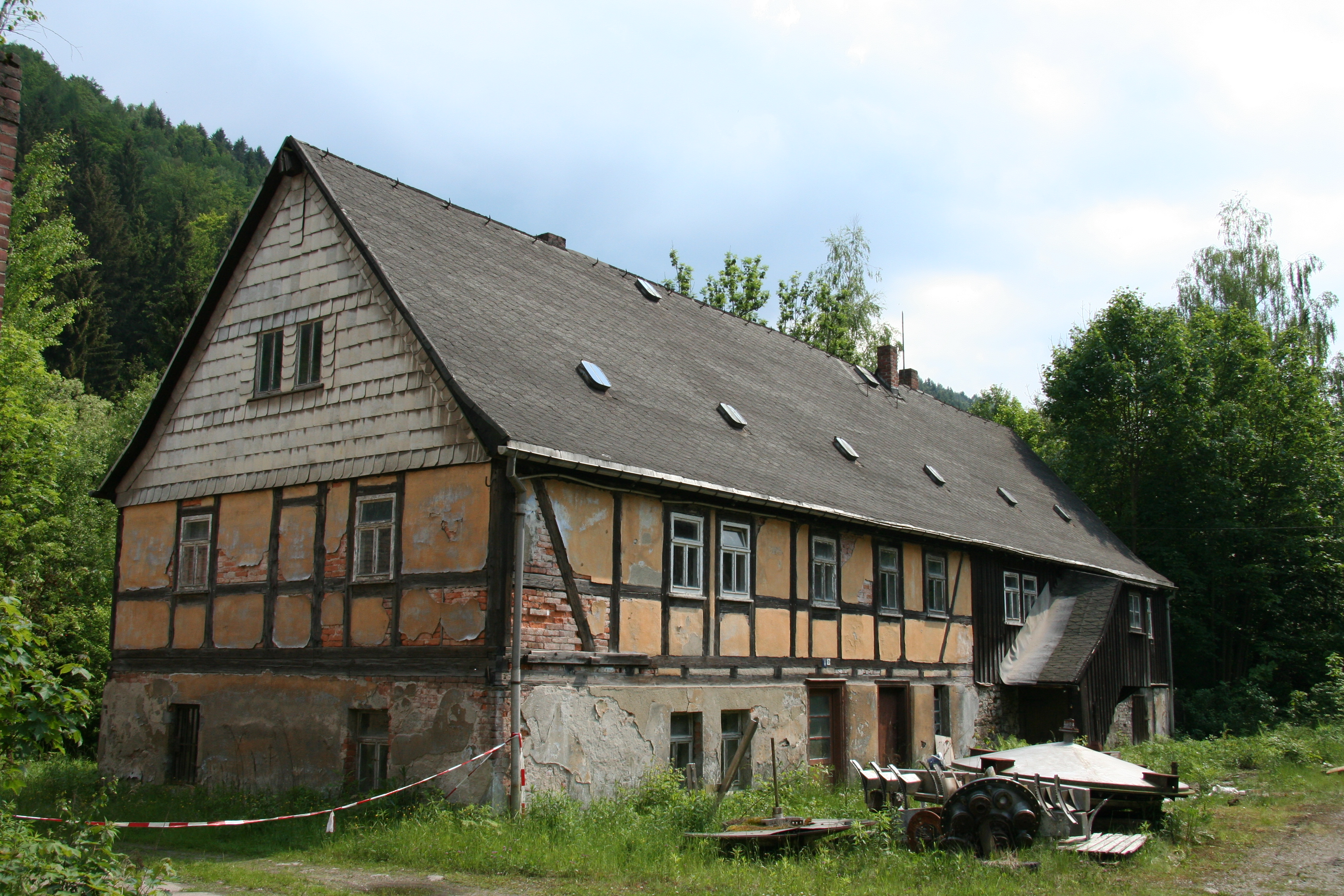
Kutscherhaus des Schindlerschen Blaufarbenwerks